# Difesa ovest-indiana
La difesa ovest-indiana è l'apertura degli scacchi caratterizzata dalle mosse:
1. d4 Cf6
2. c4 e6
3. Cf3 b6

## Analisi
Apertura molto conosciuta, viene tipicamente adottata dal nero per contendere al bianco la grande diagonale bianca a8-h1. Lo sviluppo del nero procede con il fianchettamento dell'alfiere c8 in b7, seguito dallo sviluppo dell'alfiere f8 in e7 o in b4 e dalla collocazione del cavallo di donna in d7, eventualmente per sostenere una successiva spinta di rottura con il pedone "c".
Il bianco ha molte possibilità diverse, può eseguire anche lui il fianchettamento dell'alfiere campochiaro sulla diagonale a8-h1, tentare di guadagnare spazio sull'ala di donna oppure al centro, anche tramite la spinta del pedone "e" in e4, dopo opportuna preparazione.

## Continuazioni
- 4. a3 (sistema Petrosjan)
- 4. Cc3, ...
  - 4 ..., Ab7; 5. Ag5, h6; 6 Ah4, g5; 7 Ag3 Ch5
- 4. e3 (variante chiusa)
- 4. Af4 (variante Miles)
- 4. Cc3, Ab4 (difesa est indiana, variante dei tre cavalli)
- 4. g3, Aa6 (variante Nimzowitsch)
- 4. g3, Ab7 (sistema moderno)
  - 5. Ag2, Ab4+ (variante Capablanca)
    - 6. Ad2 a5
    - 6. Ad2 Ae7

## Codici ECO
- E12 1.d4 Cf6 2.c4 e6 3.Cf3 b6
  - E13 1.d4 Cf6 2.c4 e6 3.Cf3 b6 4.Cc3 Ab7 5.Ag5 h6 6.Ah4 Ab4
  - E14 1 d4 Cf6 2.c4 e6 3.Cf3 b6 4.e3
  - E15 1.d4 Cf6 2.c4 e6 3.Cf3 b6 4.g3
    - E16 1.d4 Cf6 2.c4 e6 3.Cf3 b6 4.g3 Ab7 5.Ag2 Ab4+
    - E17 1.d4 Cf6 2.c4 e6 3.Cf3 b6 4.g3 Ab7 5.Ag2 Ae7
      - E18 1.d4 Cf6 2.c4 e6 3.Cf3 b6 4.g3 Ab7 5.Ag2 Ae7 6.O-O O-O 7.Cc3
        - E19 1.d4 Cf6 2.c4 e6 3.Cf3 b6 4.g3 Ab7 5.Ag2 Ae7 6.O-O O-O 7.Cc3 Ce4 8.Dc2 Cxc3 9.Dxc3